# Jürgen Schneider (Pädagoge)
Jürgen Schneider (* 1949 oder 1950) ist ein deutscher Pädagoge. Von 2005 bis 2013 war er Präsident der Landessynode der Evangelisch-lutherischen Landeskirche Hannovers.

## Leben
Jürgen Schneider studierte Landespflege in Hannover und Erwachsenenpädagogik in Esslingen. Im Anschluss arbeitete er als Naturschutzplaner in der Schweiz. Am Institut für Landschaftspflege in Hannover arbeitete Schneider als wissenschaftlicher Mitarbeiter. Von 1990 bis 2004 leitete er die Niedersächsische Lutherische Heimvolkshochschule Hermannsburg. Bis 2008 war er dort als freiberuflicher Coach und Berater tätig.
Jürgen Schneider gehört seit 2002 der Landessynode der Evangelisch-lutherischen Landeskirche Hannovers an und wurde 2004 zum Präsidenten der Landessynode gewählt, er trat das Amt 2005 an. Im Jahr 2013 endete seine Amtszeit. Er war zudem von 2005 bis 2014 Mitglied der Synode der Konföderation evangelischer Kirchen in Niedersachsen und seit 2009 deren stellvertretender Präsident. Als Präsident der Landessynode war er Mitglied im Kirchensenat der Landeskirche Hannovers.